# جون بلاكويل ويليام
جون بلاكويل ويليام (بالإنجليزية: John Blackwell Hale)‏ هو محامي وسياسي أمريكي، ولد في 27 فبراير 1831 في مقاطعة بروك في الولايات المتحدة، وتوفي في 1 فبراير 1905. حزبياً، نشط في الحزب الديمقراطي. وقد انتخب عضو مجلس النواب الأمريكي.